# Schizotus pectinicornis
Schizotus pectinicornis is een keversoort uit de familie van de vuurkevers (Pyrochroidae). De wetenschappelijke naam is gepubliceerd in 1758 door Linnaeus in de tiende editie van Systema naturae.